# 東京，太陽雨
《東京，太陽雨》（韓語：도쿄 여우비）是韓國SBS自2008年6月2日起播放的月火連續劇。

## 劇情介紹
這是由韓日兩國共同製作的4集電視劇，全部外景在日本拍攝，隨著美麗的東京都市風景，向觀眾們呈現出一段對曾經逝去的愛情回憶。歌手IVY也加入此劇，飾演一位在日本打工的韓國留學生。

## 演員陣容
- 金思朗 飾演 李秀珍
- 金太祐 飾演 鄭賢秀
- 晉　久 飾演 朴相吉
- 李基英 飾演 千萬喜
- IVY 飾演 恩熙
- 大谷亮平 飾演 村上裕介

## 外部連結
- 本劇韓國SBS官方網站 （页面存档备份，存于） 

## 作品變遷
| 韓國 SBS 月火劇                     | 韓國 SBS 月火劇                           | 韓國 SBS 月火劇 |
| ----------------------------------- | ----------------------------------------- | --------------- |
|                                     | 東京，太陽雨 2008年6月2日 - 2008年6月10日 |                 |
| 我愛你 2008年4月7日 - 2008年5月27日 | 食客 2008年6月17日 - 2008年9月9日         |                 |